# 大須賀秀徳
大須賀 秀徳（おおすか ひでのり、1967年7月17日 - ）は、日本の実業家。株式会社ハマキョウレックス代表取締役社長。

## 概要
静岡県出身。静岡県立浜松湖南高等学校、東京経済大学経営学部卒業。1991年に大学を卒業後、IT関連企業を経て、1992年にハマキョウレックスに入社。2001年４月に営業一部次長に就任し、2003年５月になると中部営業部長となり、翌月の6月には取締役中部営業部長に着任。2006年４月には、取締役本社営業部長となり、2007年には子会社の近物レックス株式会社の取締役副社長に就任。2008年に、ハマキョウレックス取締役副社長管理本部長兼経営企画室長に就任し、2009年では子会社の株式会社スーパーレックス取締役に就任する。2010年に株式会社ハマキョウレックスの代表取締役社長に就任。同年8月には、近物レックス株式会社取締役会長に就任。2021年５月には、静岡県トラック協会副会長となる。